# Фуражкин, Виктор Витальевич
Виктор Витальевич Фуражкин (род. 20 января 1969 год, Сыктывкар) — российский пауэрлифтер.

## Карьера
Воспитанник сыктывкарского пауэрлифтинга.
Победитель Всемирных игр 2001 года, серебряный призёр Всемирных игр 2005 года в среднем весе.
Шестикратный чемпион мира.
С 2005 года живёт в США, где остался после чемпионата мира 2005 года.
В конце 2018 года вернулся жить в Россию.